# گربه‌ها و سگ‌ها
گربه‌ها و سگ‌ها (انگلیسی: Cats & Dogs) فیلمی در ژانر علمی–تخیلی، فانتزی، زوج هنری و کمدی است که در سال ۲۰۰۱ منتشر شد.
این فیلم به کارگردانی لارنس گوترمن با فیلمنامه جان رکوا و گلن فیکارا ساخته شده است و در آن جف گلدبلوم، الیزابت پرکینز و الکساندر پولاک با دوبلورهایی از جمله توبی مگوایر، الک بالدوین، شان هیز، سوزان ساراندون، چارلتون هستون، و… همکاری کرده‌اند. داستان این فیلم بر روابط بین گربه‌ها و سگ‌ها متمرکز است و روابط آن‌ها را به‌عنوان یک رقابت شدید نشان می‌دهد که در آن هر دو طرف از سازمان‌ها و تاکتیک‌هایی استفاده می‌کنند که آیینه‌هایی است که در جاسوسی انسان استفاده می‌شود این فیلم در ویکتوریا، ونکوور، بریتیش کلمبیا، کانادا و همچنین در استودیوهای برادران وارنر گرفته شده است.

## بازیگران
- جف گلدبلوم
- الیزابت پرکینز
- توبی مگوایر
- الک بالدوین
- چارلتون هستون
- شان هایس
- کریس اودانل
- کارول سوزی
- جو پانتولیانو
- جون لوویتز
- مایکل کلارک دانکن
- میریام مارگولیس
- سوزان ساراندون